# The Mrs. Carter Show World Tour
The Mrs. Carter Show World Tour – trasa koncertowa amerykańskiej piosenkarki Beyoncé, która odbyła się na przełomie 2013 i 2014. Na trasie zarobiła łącznie 219 229 111 USD.

## Program koncertów
Nie na wszystkich koncertach trasy setlista była identyczna.

### 2013
| 1. „Run the World (Girls)” 2. „End of Time” 3. „Flaws And All” 4. „If I Were a Boy” / „Bitter Sweet Symphony” (cover The Verve) 5. „Get Me Bodied” 6. „Baby Boy” 7. „Diva” 8. „Naughty Girl” 9. „Party” 10. „Freakum Dress” 11. „I Care” 12. „I Miss You” 13. „Schoolin' Life” 14. „Why Don't You Love Me” 15. „1+1” 16. „Irreaplacable” 17. „Love on Top” 18. „Survivor” 19. „Crazy in Love” 20. „Single Ladies (Put a Ring on It)” / „Movin’ On Up” 21. „Grown Woman” Bisy 1. „I Will Always Love You” (cover Dolly Parton) 2. „Halo” | 1. „Run the World (Girls)” 2. „Flawless” 3. „Yoncé” 4. „Get Me Bodied” 5. „Baby Boy” 6. „Diva” 7. „Naughty Girl” 8. „Blow” 9. „Partition” 10. „Haunted” 11. „Drunk In Love” 12. „1+1” 13. „Why Don't You Love Me” 14. „Irreplaceable” 15. „Love on Top” 16. „Crazy in Love” 17. „Single Ladies (Put a Ring on It)” Bisy 1. „I Will Always Love You” 2. „Heaven” 3. „XO” 4. „Halo” |

## Lista koncertów

### Koncerty w 2013

#### Europa: część 1.
- 15 kwietnia – Belgrad, Serbia – Kombank Arena
- 17 kwietnia – Zagrzeb, Chorwacja – Arena Zagreb
- 19 kwietnia – Bratysława, Słowacja – Zimný štadión Ondreja Nepelu
- 21, 22 kwietnia – Amsterdam, Holandia – Ziggo Dome
- 24, 25 kwietnia – Paryż, Francja – Palais Omnisports de Paris-Bercy
- 26, 27 kwietnia – Birmingham, Anglia – LG Arena
- 29, 30 kwietnia oraz 1, 3, 4, 5 maja – Londyn, Anglia – The O2 Arena
- 7, 8, 9 maja – Manchester, Anglia – Manchester Arena
- 11, 12 maja – Dublin, Irlandia – The O2
- 15 maja – Antwerpia, Belgia – Sportpaleis Antwerp
- 17 maja – Zurych, Szwajcaria – Hallenstadion
- 18 maja – Mediolan, Włochy – Mediolanum Forum
- 20 maja – Montpellier, Francja – Park&Suites Arena
- 22 maja – Monachium, Niemcy – Olympiahalle
- 23, 24 maja – Berlin, Niemcy – O2 World
- 25 maja – Warszawa, Polska – Stadion Narodowy
- 27 maja – Kopenhaga, Dania – Forum
- 28 maja – Oslo, Norwegia – Telenor Arena
- 29 maja – Sztokholm, Szwecja – Ericsson Globe
- 31 maja – Antwerpia, Belgia – Sportpaleis Antwerp[a]
- 1 czerwca – Londyn, Anglia – Twickenham Stadium

#### Ameryka Północna: część 1.
- 28 czerwca – Los Angeles, Kalifornia, USA – Staples Center
- 29 czerwca – Las Vegas, Nevada, USA – MGM Grand Garden Arena
- 1 lipca – Los Angeles, Kalifornia, USA – Staples Center
- 2 lipca – San Jose, Kalifornia, USA – HP Pavillion at San Jose
- 5 lipca – Oklahoma City, Oklahoma, USA – Chesapeake Energy Arena
- 6 lipca – Dallas, Teksas, USA – American Airlines Center
- 7 lipca – Nowy Orlean, Luizjana, USA – Mercedes-Benz Superdome
- 9 lipca – Sunrise, Floryda, USA – BB&T Center
- 10 lipca – Miami, Floryda, USA – American Airlines Arena
- 12 lipca – Duluth, Georgia, USA – Arena at Gwinett Center
- 13 lipca – Nashville, Tennessee, USA – Bridgestone Arena
- 15 lipca – Houston, Teksas, USA – Toyota Center
- 17 lipca – Chicago, Illinois, USA – United Center
- 18 lipca – Saint Paul, Minnesota, USA – Xcel Energy Center
- 20 lipca – Auburn Hills, Michigan, USA – The Palace of Auburn Hills
- 21 lipca – Toronto, Kanada – Air Canada Centre
- 22 lipca – Montreal, Kanada – Bell Centre
- 23 lipca – Boston, Massachusetts, USA – TD Garden
- 25 lipca – Filadelfia, Pensylwania, USA – Wells Fargo Center
- 26 lipca – Atlantic City, New Jersey, USA – Boardwalk Hall
- 27 lipca – Charlotte, Karolina Północna, USA – Time Warner Cable Arena
- 29, 30 lipca – Waszyngton, USA – Verizon Center
- 31 lipca – East Rutherford, New Jersey, USA – Izod Center
- 2 sierpnia – Uncasville, Connecticut, USA – Mohegan Sun Arena
- 3, 4, 5 sierpnia – Brooklyn, Nowy Jork, Nowy Jork, USA – Barclays Center

#### Europa: część 2.
- 17 sierpnia – Chelmsford, Anglia – Hylands Park
- 18 sierpnia – Weston-under-Lizard, Anglia – Weston Park

#### Ameryka Północna: część 2.
- 31 sierpnia – Filadelfia, Pensylwania, USA – Benjamin Franklin Parkway

#### Ameryka Południowa
- 8 września – Fortaleza, Brazylia – Estádio Plácido Aderaldo Castelo
- 11 września – Belo Horizonte, Brazylia – Estádio Mineirão
- 13 września – Rio de Janeiro, Brazylia – Parque dos Atletas
- 15 września – São Paulo, Brazylia – Estádio do Morumbi
- 17 września – Brasília, Brazylia – Estádio Mané Garrincha
- 20 września – Caracas, Wenezuela – Estadio de Fútbol de la USB
- 22 września – Medellín, Kolumbia – Estadio Atanasio Girardot

#### Ameryka Północna: część 3.
- 24 września – Monterrey, Meksyk – Monterrey Arena
- 26 września – Meksyk, Meksyk – Palacio de los Deportes
- 28 września – San Juan, Portoryko – José Miguel Agrelot Coliseum

#### Oceania
- 16, 17, 18 października – Auckland, Nowa Zelandia – Vector Arena
- 22, 23, 25, 26 października – Melbourne, Australia – Rod Laver Arena
- 28, 29 października – Brisbane, Australia – Brisbane Entertainment Centre
- 31 października oraz 1, 2, 3 listopada – Sydney, Australia – Allphones Arena
- 5, 6 listopada – Adelajda, Australia – Adelaide Entertainment Centre
- 8, 9 listopada – Perth, Australia – Perth Arena

#### Ameryka Północna: część 4.
- 30 listopada – Vancouver, Kanada – Rogers Arena
- 2 grudnia – San Jose, Kalifornia, USA – HP Pavillion at San Jose
- 3 grudnia – Los Angeles, Kalifornia, USA – Staples Center
- 6 grudnia – Las Vegas, Nevada, USA – MGM Grand Garden Arena
- 7 grudnia – Phoenix, Arizona, USA – US Airways Center
- 9 grudnia – Dallas, Teksas, USA – American Airlines Center
- 10 grudnia – Houston, Teksas, USA – Toyota Center
- 12 grudnia – Louisville, Kentucky, USA – KFC Yum!Center
- 13 grudnia – Chicago, Illinois, USA – United Center
- 14 grudnia – St. Louis, Missouri, USA – Scottrade Center
- 16 grudnia – Toronto, Kanada – Air Canada Centre
- 18 grudnia – Waszyngton, USA – Verizon Center
- 19 grudnia – Brooklyn, New York City, Nowy Jork, USA – Barclays Center
- 20 grudnia – Boston, Massachusetts, USA – TD Garden
- 22 grudnia – Brooklyn, New York City, Nowy Jork, USA – Barclays Center

## Koncerty w 2014
- 20, 21 lutego – Glasgow, Szkocja – SSE Hydro
- 23, 24 lutego – Birmingham, Anglia – LG Arena
- 25, 26 lutego – Manchester, Anglia – Manchester Arena
- 28 lutego oraz 1, 2, 4, 5 marca – Londyn, Anglia – The O2 Arena
- 8, 9, 11, 12 marca – Dublin, Irlandia – The O2
- 15, 16 marca – Kolonia, Niemcy – Lanxess Arena
- 18, 19 marca – Amsterdam, Holandia – Ziggo Dome
- 20, 21 marca – Antwerpia, Belgia – Sportpaleis Antwerp
- 24 marca – Barcelona, Hiszpania – Palau Sant Jordi
- 26, 27 marca – Lizbona, Portugalia – MEO Arena

## Personel Beyoncé
| Muzycy Zespół Derex Dixie – reżyseria muzyki Cora Coleman-Dunham – perkusja (2013) Rie Tsuji – reżyseria muzyki, keyboardy Bibi McGuill – gitara elektryczna Katty Rodriguez-Harold – saksofon tenorowy Crystal J. Torrez – trąbka Lauren Taneil – gitara basowa Adison Evans – saksofon altowy Dani Ivory – dodatkowe keyboardy Venzella Joy – perkusja (2014) Chórki Montina Cooper Crystal A. Collins Tiffany Monique Riddick Tancerze Ashley Everett Kimberly Gipson Amandy Fernandez Hannah Douglass Tanesha Cason Kim Gingras Denee Baptiste Sarah Burns (późniejsza część trasy w 2013) Hajiba Fahmy (późniejsza część trasy w 2013) | Personel techniczny Choreografia Jacquel Knight Chris Grant Asystenci choreografów Christian Owens Sean Bankhead Les Twins Dana Foglia Mishai Peyronelli Bianca Li Darrell Grand Moulfree Amy Hall Garner Sheryl Murakami Michelle Robinson Anthony Burrell Denee Baptise James Alsop Jefferey Page Biuro Beyoncé Julius DeBoer – przewodniczący biura Kelly Samlelen – pracownik biura Bob Fontenot – główny pracownik Księga trasy Milan Zrnic – dyrektor kreatywny David Roemer – fotograf Yosra El-Essawy - fotograf (podczas trasy zmarła na raka) |

## Dochody z koncertów
| Państwo       | Miasto          | Miejsce koncertu                                       | Sprzedaż biletów / dostępne | Przychód (w USD) |
| ------------- | --------------- | ------------------------------------------------------ | --------------------------- | ---------------- |
| Serbia        | Belgrad         | Kombank Arena                                          | 16 719 / 16 719             | 834 621          |
| Chorwacja     | Belgrad         | Arena Zagreb                                           | 16 920 / 16 920             | 932 089          |
| Bratysława    | Słowacja        | Ondrej Nepela Arena                                    | 8 770 / 8 770               | 1 163 637        |
| Holandia      | Amsterdam       | Ziggo Dome                                             | 30 897 / 31 600             | 2 559 806        |
| Francja       | Paryż           | Palais Omnisports de Paris-Bercy                       | 30 764 / 30 866             | 2 338 754        |
| Anglia        | Birmingham      | LG Arena                                               | 29 046 / 29 450             | 2 952 937        |
| Anglia        | Londyn          | The O2 Arena                                           | 97 082 / 98 212             | 2 952 937        |
| Anglia        | Manchester      | Manchester Arena                                       | 44 739 / 45 064             | 4 650 150        |
| Irlandia      | Dublin          | The O2                                                 | 25 536 / 25 536             | 2 752 927        |
| Belgia        | Antwerpia       | Sportpaleis Antwerp (15 maja 2013)                     | 34 785 / 34 793             | 2 927 440        |
| Szwajcaria    | Zurych          | Hallenstadion                                          | 13 000 / 13 000             | 1 154 980        |
| Włochy        | Mediolan        | Mediolanum Forum                                       | 9 964 / 9 964               | 882 241          |
| Francja       | Montpellier     | Park&Suites Arena                                      | 11 993 / 11 993             | 1 212 031        |
| Niemcy        | Monachium       | Olympiahalle                                           | 11 857 / 11 857             | 981 667          |
| Niemcy        | Berlin          | O2 World                                               | 27 632 / 27 632             | 2 015 780        |
| Polska        | Warszawa        | Stadion Narodowy                                       | 49 034 / 49 034             | 3 651 034        |
| Dania         | Kopenhaga       | Forum Copenhagen                                       | 9 890 / 9 890               | 1 052 082        |
| Norwegia      | Oslo            | Telenor Arena                                          | 21 989 / 21 989             | 2 204 442        |
| Szwecja       | Sztokholm       | Ericsson Globe                                         | 13 934 / 13 934             | 1 318 690        |
| Anglia        | Londyn          | Twickenham Stadium                                     | 45 060 / 45 060             | 5 132 599        |
| USA           | Los Angeles     | Staples Center (28 czerwca 2013)                       | 14 045 / 14 045             | 1 573 932        |
| USA           | Las Vegas       | MGM Grand Garden Arena                                 | 12 193 / 12 193             | 1 856 203        |
| USA           | Los Angeles     | Staples Center (1 lipca 2013)                          | 13 715 / 13 715             | 1 798 782        |
| USA           | San Jose        | HP Pavillion at San Jose                               | 12 304 / 12 304             | 1 414 075        |
| USA           | Oklahoma City   | Chesapake Energy Arena                                 | 11 746 / 11 746             | 1 277 715        |
| USA           | Dallas          | American Airlines Center                               | 13 758 / 13 758             | 1 427 075        |
| USA           | Nowy Orlean     | Mercedes-Benz-Superdome                                | 38 441 / 38 441             | 5 776 150        |
| USA           | Sunrise         | BB&T Center                                            | 12 269 / 12 269             | 1 328 330        |
| USA           | Miami           | American Airlines Arena                                | 13 323 / 13 323             | 1 444 290        |
| USA           | Duluth          | Arena at Gwinnett Center                               | 10 662 / 10 662             | 1 089 710        |
| USA           | Nashville       | Bridgestone Arena                                      | 14 233 / 14 233             | 1 399 640        |
| USA           | Houston         | Toyota Center                                          | 11 935 / 11 935             | 1 320 935        |
| USA           | Chicago         | United Center                                          | 14 154 / 14 154             | 1 688 865        |
| USA           | Saint Paul      | Xcel Energy Center                                     | 14 187 / 14 187             | 1 349 130        |
| USA           | Auburn Hills    | The Palace of Auburn Hills                             | 13 901 / 13 901             | 1 414 609        |
| Kanada        | Toronto         | Air Canada Centre                                      | 14 610 / 14 610             | 1 690 500        |
| Kanada        | Montreal        | Bell Centre                                            | 14 609 / 14 609             | 1 570 565        |
| USA           | Boston          | TD Garden                                              | 12 911 / 12 911             | 1 574 130        |
| USA           | Filadelfia      | Wells Fargo Center                                     | 14 671 / 14 671             | 1 491 320        |
| USA           | Atlantic City   | Boardwalk Hall                                         | 12 788 / 12 788             | 1 646 832        |
| USA           | Charlotte       | Time Warner Cable Arena                                | 14 355 / 14 355             | 1 393 108        |
| USA           | Waszyngton      | Verizon Center                                         | 27 133 / 27 133             | 3 110 937        |
| USA           | East Rutherford | Izod Center                                            | 14 264 / 14 264             | 1 598 000        |
| USA           | Uncasville      | Mohegan Sun Arena                                      | 7 473 / 7 473               | 702 825          |
| USA           | Brooklyn        | Barclays Center                                        | 41 907 / 41 907             | 5 357 970        |
| Brazylia      | Fortaleza       | Estádio Plácido Aderaldo Castelão                      | 27 847 / 40 000             | 2 563 750        |
| Brazylia      | Belo Horizonte  | Mineirão Stadium                                       | 22 023 / 40 000             | 1 986 730        |
| Brazylia      | São Paulo       | Morumbi Stadium                                        | 37 346 / 50 000             | 3 415 660        |
| Brazylia      | Brasília        | Estádio Nacional Mané Garrincha                        | 36 284 / 40 000             | 2 444 810        |
| Wenezuela     | Caracas         | Estadio de Fútbol de la USB                            | 9 406 / 12 000              | 4 737 070        |
| Kolumbia      | Medellín        | Estadio Atanasio Girardot                              | 4 300 / 4 300               | 822 500          |
| Meksyk        | Monterrey       | Monterrey Arena                                        | 11 810 / 11 810             | 986 466          |
| Meksyk        | Meksyk          | Palacio de los Deportes                                | 19 027 / 19 107             | 1 858 905        |
| Portoryko     | San Juan        | José Miguel Agrelot Coliseum                           | 14 358 / 14 358             | 1 801 378        |
| Nowa Zelandia | Auckland        | Vector Arena                                           | 44 760 / 47 200             | 6 748 371        |
| Australia     | Melbourne       | Rod Laver Arena                                        | 47 320 / 47 320             | 7 890 660        |
| Australia     | Brisbane        | Brisbane Entertainment Centre                          | 22 214 / 22 536             | 3 815 980        |
| Australia     | Sydney          | Allphones Arena                                        | 56 822 / 56 822             | 9 422 280        |
| Australia     | Adelaide        | Adelaide Entertainment Centre                          | 15 330 / 15 330             | 2 697 390        |
| Australia     | Perth           | Perth Arena                                            | 29 356 / 29 356             | 4 994 010        |
| Kanada        | Vancouver       | Rogers Arena                                           | 13 590 / 13 590             | 1 721 804        |
| USA           | San Jose        | HP Pavillion at San Jose                               | 11 972 / 12 618             | 1 490 045        |
| USA           | Los Angeles     | Staples Center                                         | 13 982 / 13 982             | 1 954 343        |
| USA           | Las Vegas       | MGM Grand Garden Arena                                 | 12 811 / 12 811             | 1 872 823        |
| USA           | Phoenix         | US Airways Center                                      | 10 752 / 10 752             | 1 299 545        |
| USA           | Dallas          | American Airlines Center                               | 12 011 / 12 011             | 1 336 055        |
| USA           | Houston         | Toyota Center                                          | 11 936 / 11 936             | 1 414 525        |
| USA           | Louisville      | KFC! Yum Center                                        | 14 979 / 14 979             | 1 746 575        |
| USA           | Chicago         | United Center                                          | 14 005 / 14 005             | 1 859 745        |
| USA           | St. Louis       | Scottrade Center                                       | 14 079 / 14 079             | 1 588 140        |
| Kanada        | Toronto         | Air Canada Centre                                      | 14 785 / 14 785             | 1 906 954        |
| USA           | Waszyngton      | Verizon Center                                         | 14 074 / 14 074             | 1 605 612        |
| USA           | Brooklyn        | Barclays Center (19 grudnia 2013)                      | 27 760 / 27 760             | 3 695 080        |
| USA           | Boston          | TD Garden                                              | 13 003 / 13 003             | 1 686 370        |
| Szkocja       | Glasgow         | SSE Hydro                                              | 23 850 / 23 850             | 2 898 560        |
| Anglia        | Birmingham      | LG Arena (23, 24 lutego 2014)                          | 29 006 / 29 006             | 3 400 510        |
| Anglia        | Manchester      | Manchester Arena (25, 26 lutego 2014)                  | 30 119 / 30 119             | 3 553 940        |
| Anglia        | Londyn          | The O2 Arena (28 lutego oraz 1, 2, 4, 5, 6 marca 2014) | 99 183 / 99 183             | 11 385 400       |
| Irlandia      | Dublin          | The O2 (8, 9, 11 marca 2014)                           | 51 100 / 51 100             | 5 554 170        |
| Niemcy        | Kolonia         | Lanxess Arena (15, 16 marca 2014)                      | 29 781 / 29 781             | 2 885 770        |
| Holandia      | Amsterdam       | Ziggo Dome (18, 19 marca 2014)                         | 31 353 / 31 353             | 2 912 550        |
| Belgia        | Antwerpia       | Sportpalies Antwerp (20, 21 marca 2014)                | 36 972 / 36 972             | 3 489 100        |
| Hiszpania     | Barcelona       | Palau Sant Jordi                                       | 17 315 / 17 315             | 1 993 000        |
| Portugalia    | Lizbona         | MEO Arena                                              | 36 051 / 36 051             | 3 064 960        |
| Razem         | Razem           | Razem                                                  | 1 928 590 / 1 981 170       | 219 229 111      |